# Eruvadi
Eruvadi es una ciudad y nagar Panchayat situada en el distrito de Tirunelveli en el estado de Tamil Nadu (India). Su población es de 18067 habitantes (2011). Se encuentra a 38 km de Tirunelveli.

## Demografía
Según el censo de 2011 la población de Eruvadi era de 18067 habitantes, de los cuales 9015 eran hombres y 9052 eran mujeres. Eruvadi tiene una tasa media de alfabetización del 92,10%, superior a la media estatal del 80,09%: la alfabetización masculina es del 95,20%, y la alfabetización femenina del 89,05%.